# 西潟茉莉奈
西潟 茉莉奈（にしがた まりな、1995年〈平成7年〉10月16日 - ）は、日本のアイドルであり、女性アイドルグループNGT48のメンバーである。元バイトAKBのメンバーだった。
東京都出身。Flora所属。

## 略歴
中学2年の時、「10年桜」を聴いてAKB48に興味を持ち、中学3年になった2010年7月、AKB48の『第11期研究生オーディション』に応募し最終審査まで進出するが、諸事情により辞退してしまう。
その後高校を卒業し、大学に進学してからもAKB48グループに入る夢を諦めきれず、2014年、『バイトAKB48 プロジェクト』のオーディションに応募。同年9月20日、最終審査合格者50名の中の一人に選ばれ、バイトAKBとしての活動を開始。ライブビデオの発売記念イベントや中野サンプラザ公演での物販仕事等をこなした後、2015年2月28日にAKB48劇場で行われた『バイトAKB 素敵な思い出をありがとう公演 〜最後の本気バイト、劇場で見てください!!〜』をもって、雇用契約期間満了に伴いバイトAKBとしての活動を終了した。
翌日、『第2回AKB48グループ ドラフト会議　候補者オーディション』3次審査に合格し、同年5月10日、有明コロシアムで行われた『第2回AKB48グループ ドラフト会議』において、NGT48から1巡目で指名される。同5月24日、『NGT48劇場概要発表会見』で、同じくドラフト指名された荻野由佳と共にNGT48のメンバー（1期生）として紹介された。
2016年1月10日、NGT48劇場がグランドオープンし、『PARTYが始まるよ』公演が開始。他15名と共にチームNIIIを結成する。2017年6月17日に発表された『AKB48 49thシングル 選抜総選挙』では40位となり、ネクストガールズに選出。翌2018年6月16日に発表された『AKB48 53rdシングル 世界選抜総選挙』では24位となり、アンダーガールズに選出された。
2019年1月、NGT48のメンバーだった山口真帆が暴行を受けた事件が発覚すると、関与が疑われた西潟は太野彩香と共に新潟警察署に事情聴取される。山口が活動辞退した後の同年8月18日に行われた、NGT48劇場公演『夢を死なせるわけにいかない』に出演した西潟は、
と事件への関与を改めて否定した。この影響もあってか、西潟は事件発覚から5thシングル「シャーベットピンク」発売翌日の2020年7月23日まで1年半の間、自身の公式ツイッターを更新しなかった。

## 人物
- 愛称は「がたねぇ」「まりちゃん」。
- おニャン子クラブに憧れた母の影響でアイドルになることを夢見ていた[2]。バイトAKBの仕事を通して、自分に（アイドルは）向いてないと思いドラフト会議を辞退することを考えていたが、母の「今しか出来ないからやってみなさい」の一言に奮起した結果、NGT48のメンバーとなった[2]。
- 兄が1人いる[15]。
- 好きな言葉は「なりたかった自分になるのに遅すぎることはない」。
- 荻野由佳とはバイトAKB時代からドラフト会議を経てNGTの1期生として共働しており、2人のコンビは「西荻」と呼ばれている[16]。ちなみに2018年のAKB48グループ 第2回ユニットじゃんけん大会では、この2人に柏木由紀を加えた「西荻柏」としてエントリーしたが、予備戦予選1回戦で敗退した[17]。
- 目標メンバーに小嶋陽菜、松井玲奈を挙げている[1]。
- JR上越新幹線燕三条駅では、「ようこそ、燕三条駅へ!」と西潟が呼びかけるサイネージ広告が2017年3月31日から放映されていた（現在は終了）[18]。

## NGT48・AKB48での参加曲

### シングル選抜楽曲
NGT48名義
- 青春時計
  - 出陣
  - 暗闇求む
- 世界はどこまで青空なのか?
  - 僕の涙は流れない - 「SNS選抜」名義
  - ナニカガイル
- 春はどこから来るのか?
  - Whatcha Gonna Do - 「セクシー6」名義
- 世界の人へ
  - Soft serve - 「新潟SHOWROOM選抜」名義
  - 心に太陽 - 「Team NIII」名義
- シャーベットピンク
  - 絶望の後で - 「NGT48 TDCコンサート選抜メンバー」名義
- Awesome
- ポンコツな君が好きだ
  - 私が一番言いたかったこと
- 渡り鳥たちに空は見えない
- あのさ、いや別に...
  - 命を懸けろ!
- 一瞬の花火
  - 涙が枯れるまでそばにいる - 「1期生・ドラフト3期生・2期生・3期生」名義

AKB48名義
- 「君はメロディー」に収録
  - Maxとき315号 - 「NGT48」名義
- 「翼はいらない」に収録
  - 君はどこにいる? - 「NGT48」名義
- 「シュートサイン」に収録
  - みどりと森の運動公園 - 「NGT48」名義
- 「#好きなんだ」に収録
  - 自分たちの恋に限って - 「ネクストガールズ」名義
- 「ジャーバージャ」に収録
  - 友達でいましょう - 「NGT48」名義
- 「センチメンタルトレイン」に収録
  - サンダルじゃできない恋 - 「アンダーガールズ」名義
- 「NO WAY MAN」に収録
  - それでも彼女は - 「大人選抜2018」名義

### 劇場公演ユニット曲
- チームNIII 1st Stage「PARTYが始まるよ」公演
  - キスはだめよ
- チームNIII 2nd Stage「パジャマドライブ」公演
  - 純情主義
- チームNIII 3rd Stage「誇りの丘」公演
  - ラスベガスで結婚しよう - 北原里英キャプテン時代
  - 残酷な雨 - 加藤美南キャプテン時代
- 「夢を死なせるわけにいかない」公演
  - 記憶のジレンマ

## 出演

### テレビ番組
- AKBでアルバイト（フジテレビ・2014年）
  - 第16回（2014年11月5日）「バイトAKBの初仕事に密着!」
  - 第17回・18回（2014年11月12日 - 19日）「AKB48メンバーへのインタビュアー スタジオ収録のパネラー」
  - 第20回・21回（2014年12月3日 - 10日）「生放送のラジオパーソナリティ」
  - 第23回（2014年12月24日）「メンバーからメンバーへXmasプレゼントをお届け」
- 八千代コースター（2024年7月20日、スズキ車両点検キャンペーン）

### 舞台
- リーディングシアター「恋工場」（2016年9月25日、ベルサール渋谷ガーデン Cホール）[19]
- 魔法先生ネギま!〜お子ちゃま先生は修行中!〜（2018年7月12日 - 16日、AiiA 2.5 Theater Tokyo） - 絡繰茶々丸役[20]
- 舞台版「マジムリ学園」（2018年10月23日、日本青年館）- ゲスト出演[21]
- 博多座開場20周年記念公演「仁義なき戦い〜彼女（おんな）たちの死闘編〜」（2019年11月9日 - 14日、博多座） - 山方新一（高宮敬二） 役[22]

## 書籍

### 写真集
- NGT48 西潟茉莉奈1st写真集『あの頃も今も』（2021年10月26日、小学館）ISBN 978-4096823682[23]